# 金绍曾

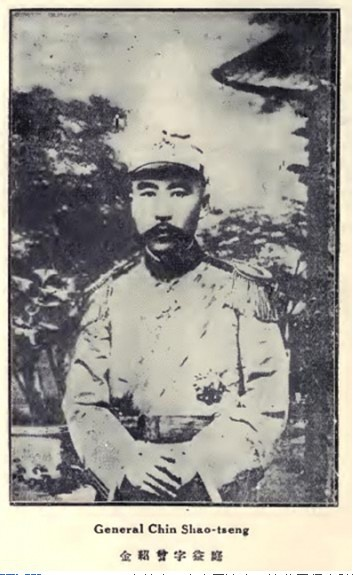

金绍曾（1873年—？）字益庭，直隶省天津府天津县人，祖籍浙江长兴，清朝及中华民国官员。

## 生平
金绍曾早年毕业于北洋武备学堂。清朝末年，金绍曾任陆军部参事。中华民国成立后，金绍曾继续任北京政府陆军部参事。1917年12月，改任陆军部军衡司司长。1920年3月，获授二等宝光嘉禾章。同年8月，升任陆军次长。1921年5月，升陆军中将。1922年5月，金绍曾一度代理陆军总长。1922年10月，金绍曾获授一等文虎章。1922年11月，获授“绍威将军”。1923年9月，金绍曾再度代理陆军总长事，直到1924年1月卢信被任命为陆军总长。1924年，金绍曾去职。1926年至1927年，金绍曾再度出任陆军次长。后来，金绍曾投身实业。